# Natuurpark Serra de Mariola

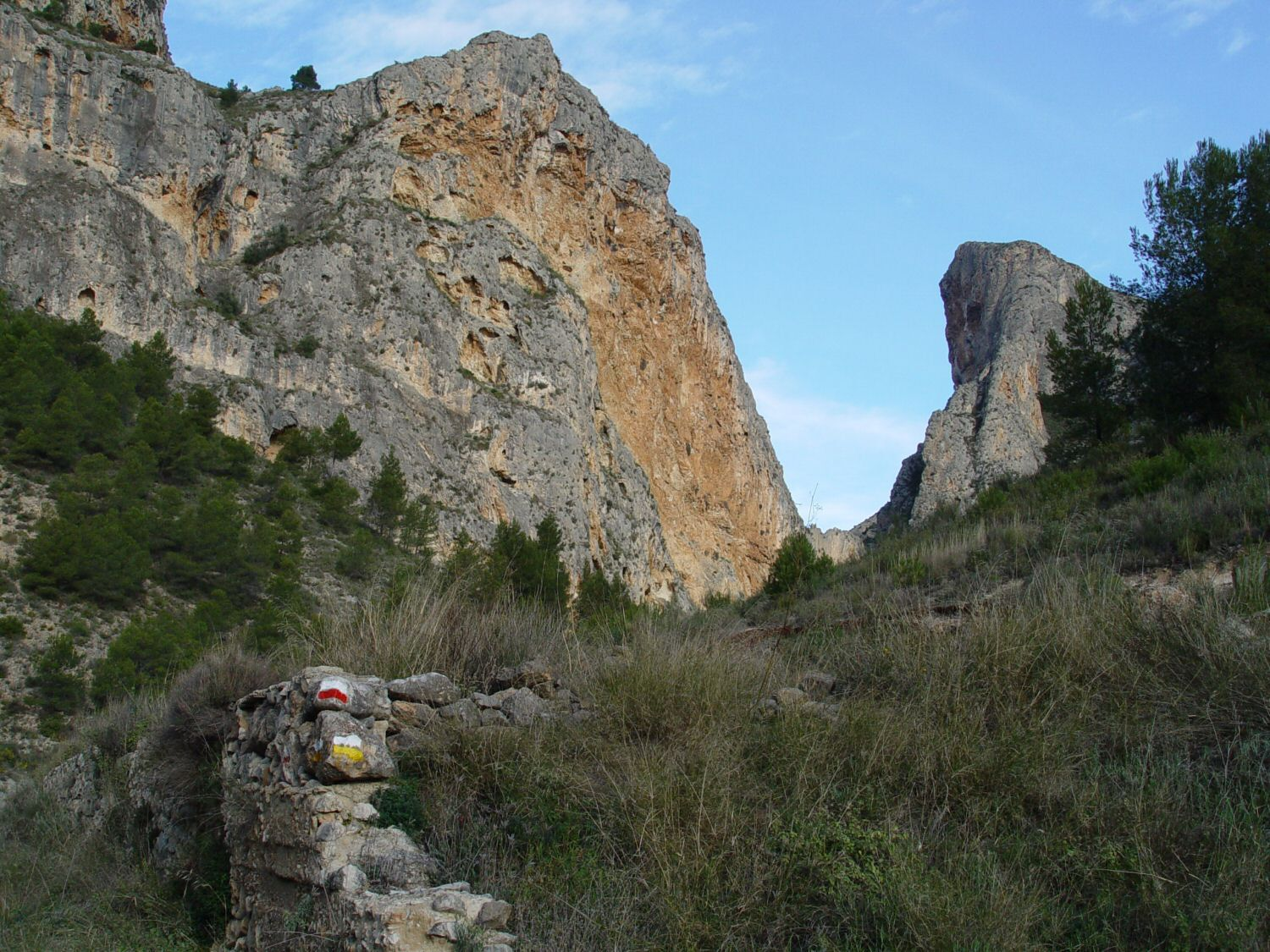

Het Natuurpark Serra de Mariola (Valenciaans: Parc Natural de la Serra de Mariola/Spaans: Parque natural de la Sierra de Mariola) is een natuurpark in de regio Valencia in Spanje. Het natuurpark werd opgericht in 2002 en is 17257 hectare groot. Het natuurpark omvat gebergte (uitlopers van de Betische cordillera) met bossen.